# Принцип максимізації енергії Лотки-Одума-Пінкертона
Принцип максимізації енергії Лотки-Одума-Пінкертона свідчить, що в конкуренції з іншими екологічними об'єктами виживають (зберігаються) ті з них, які найкращим чином сприяють надходженню енергії в них і використовують максимальну її кількість найбільш ефективним способом. "З цією метою система:
- Створює накопичувачі (сховища) високоякісної енергії;
- Витрачає певну кількість накопиченої енергії на забезпечення надходження нової енергії;
- Забезпечує кругообіг різних речовин;
- Створює механізми регулювання, що підтримують стійкість системи і її здатність пристосування до мінливих умов;
- Налагоджує з іншими системами обмін, необхідний для забезпечення потреби в енергії спеціальних видів"[1].

Слід зауважити, що цей принцип справедливий і щодо інформації, а ось максимальне надходження речовини як такої не гарантує успіху екологічному об'єкту в конкурентній боротьбі з іншими аналогічними об'єктами.

## Ресурси Інтернету
- Розенберг Г. С. О структуре учения о биосфере
- Дедю И. И. Экологический энциклопедический словарь. — Кишинев, 1989 [Архівовано 24 жовтня 2016 у Wayback Machine.]
- Словарь ботанических терминов / Под общ. ред. И. А. Дудки. — Киев, Наук. Думка, 1984 [Архівовано 31 жовтня 2016 у Wayback Machine.]
- Англо-русский биологический словарь (online версия) [Архівовано 6 листопада 2016 у Wayback Machine.]
- Англо-русский научный словарь (online версия) [Архівовано 21 жовтня 2016 у Wayback Machine.]